# Marcilly (Sena y Marne)
 Marcilly  es una población y comuna francesa, en la región de Isla de Francia, departamento de Sena y Marne, en el distrito de Meaux y cantón de Lizy-sur-Ourcq.

## Demografía
| 260 | 234 | 271 | 260 | 360 | 353 |
| Para los censos de 1962 a 1999 la población legal corresponde a la población sin duplicidades (Fuente: INSEE [Consultar]) |     |     |     |     |     |